# Bay Center (Washington)
Bay Center est une ville du Comté de Pacific dans l'État de Washington.
Son nom provient de sa situation au centre de la baie, près des embouchures des rivières Palix et Niawiakum.
Sa population était de 174 habitants en 2000.